# Carol Browner
Carol Martha Browner, née le 16 décembre 1955, est une avocate, militante écologiste et femme d'affaires américaine, qui a été directrice du Bureau de la politique de l'énergie et du changement climatique de la Maison Blanche (en) au sein de l'administration Obama de 2009 à 2011. Auparavant, Browner avait été administratrice de l'Agence de protection de l'environnement (EPA) sous l'administration Clinton, de 1993 à 2001. Elle est actuellement conseillère principale au sein du Dentons Global Advisors ASG (en), un cabinet de stratégie commerciale internationale.
Mme Browner a grandi en Floride et est diplômée de l'université de Floride et de la faculté de droit de l'université de Floride. Après avoir travaillé pour la Chambre des représentants de Floride, elle a été employée par Citizen Action (en) à Washington, D.C. Elle est devenue assistante parlementaire des sénateurs Lawton Chiles et Al Gore. Browner a ensuite dirigé le département de la réglementation environnementale de Floride de 1991 à 1993, où elle en a fait l'un des départements les plus actifs du gouvernement d'État.
Elle a été l'administratrice qui est restée le plus longtemps en poste dans l'histoire de l'EPA, pendant les deux mandats de la présidence Clinton. Au cours de son mandat, elle a réorganisé la structure d'application de l'agence et supervisé deux nouveaux programmes conçus pour créer des partenariats flexibles avec l'industrie comme alternative à la réglementation traditionnelle. Elle a lancé avec succès un programme visant à traiter les terrains contaminés dans les zones urbaines. Elle est la figure de proue de l'administration dans la lutte pour défendre les lois et les budgets environnementaux existants et a joué un rôle moteur dans la mise en place d'un durcissement des normes de qualité de l'air, ce qui a donné lieu à une longue bataille politico-judiciaire.
Par la suite, Browner est devenue membre fondateur de l'Albright Group et de l'Albright Capital Management en 2001. Elle a également siégé dans un certain nombre de conseils d'administration et de comités traitant de questions environnementales. Son rôle de directrice au sein de l'administration Obama a parfois été qualifié de "tsar de l'énergie" ou de "tsar du climat". Ses efforts pour faire adopter par le Congrès une législation globale sur le climat et l'énergie sont restés vains, mais elle a joué un rôle de premier plan dans la réponse du gouvernement fédéral à la marée noire de Deepwater Horizon en 2010. Elle a quitté son poste en 2011 et le poste lui-même a été supprimé peu de temps après. Par la suite, elle a réintégré le groupe fusionné Albright Stonebridge, a continué à être active dans plusieurs conseils d'administration d'organisations environnementales, a rejoint les conseils d'administration de certaines entreprises liées à l'énergie et à l'agriculture, et est devenue une fervente défenseuse de l'énergie nucléaire en réponse aux dangers du réchauffement climatique.

## Jeunesse et éducation
Née à Miami en Floride, le 16 décembre 1955,, Browner est la fille d'Isabella Harty-Hugues et de Michael Browner, tous deux alors professeurs au Miami Dade Community College, de sciences sociales et d'anglais respectivement. Elle a deux sœurs cadettes. Browner grandit à South Miami, et ses excursions dans les Everglades à proximité, accessibles en vélo depuis sa maison, a développé chez elle un lien étroit avec la nature, : "J'ai été très influencée en grandissant dans ce genre d'environnement où la nature était juste là."
Browner reçoit son diplôme de Bachelor of Arts de l'Université de Floride en 1977, avec une majeure en anglais,. Elle est ensuite diplômée d'un Juris Doctor de la faculté de droit de la même université en 1979.

## Débuts de carrière professionnelle
En 1980 et en 1981, Browner travaille en tant que conseillère juridique pour la commission sur les opérations gouvernementales de la Chambre des représentants de Floride. Là, elle participe à réviser les programmes sur les terres protégées et terrains de loisir de l'état de Floride. En 1983, elle s'installe à Washington DC et travaille comme directrice adjointe du groupe national Citizen Action (en), une organisation de lobbying populaire active sur les questions environnementales,.
Browner rencontre Michael Podhorzer, un spécialiste des questions de santé à Citizen Action, en 1983. Ils se marient en 1987 et vivent alors à Takoma Park, dans le Maryland. Ils ont un fils, Zachary, né en 1987,.
Entre 1986 et 1988, Browner est l'assistante législative principale du sénateur floridien et démocrate Lawton Chiles,. Dans le cadre de ce travail, elle travaille sur une négociation complexe ayant pour but d'étendre la Réserve nationale de Big Cypress, de Floride, ainsi que d'interdire un forage offshore non loin des Keys de Floride. En 1989, elle est assistante juridique auprès de la Commission sur l'énergie et les ressources naturelles du Sénat des États-Unis. Elle n'hésite pas à aller sur le terrain elle-même, et a plongé une fois dans les eaux côtières pour des recherches alors qu'elle était enceinte.
De 1988 à 1991, Browner travaille comme directrice des affaires législatives du sénateur Al Gore, et se fait connaître comme sa protégée,. Elle aide à la préparation d'amendements au Clean Air Act américain et gère l'équipe législative de Gore.

## Secrétaire à la Réglementation environnementale de Floride
En tant que secrétaire à la réglementation environnementale, Browner dirige le Département de réglementation environnementale de Floride (en) de 1991 à 1993, alors qu'elle vit à Tallahassee. Durant la période où elle la dirige, cette agence était la troisième plus grande des États-Unis de cette nature, employant 1 500 personnes et ayant un budget de quelque 650 millions de dollars. Là, elle affirme sa conviction que développement économique et protection de l'environnement n'ont pas à entrer en conflit. Elle revitalise un département démoralisé et en a fait l'un des plus actifs du gouvernement de l'état de Floride. Elle raccourcit le temps nécessaire au département pour réviser les permis de construire pour les zones humides et les usines de production. Ce faisant, elle aliène plusieurs militants écologistes qui pensent que des procédures standardisées affaiblissent les révisions publiques.
Browner appuie l'arrêt de la construction de nouvelles usines de traitement de déchets dangereux et d'incinérateurs de déchets municipaux, en donnant pour raison le manque de données sur les conséquences sur la santé et l'environnement. Elle négocie un marché avec le Walt Disney World Resort qui lui permettrait de construire sur les terres humides qu'il possède en échange d'un travail de réhabilitation, d'un coût de 40 millions de dollars, des terres humides en danger situées à proximité. Les militants écologistes ont apprécié qu'elle persuade Chiles, devenu gouverneur de l'état, de négocier un accord dans le cadre d'un procès fédéral à propos de dommages au Parc national des Everglades et dans le but que l'industrie du sucre de Floride en porte la majorité du coût d'un milliard de dollars. Le directeur de la plus grande association professionnelle d'entreprises de Floride a décrit la méthode de négociation de Browner : "Elle enfonce la porte, lance une grenade puis entre pour tuer ceux qu'il reste. Elle n'aime vraiment pas le compromis. [Mais elle] a fait un assez bon boulot par ici. Il y a plus de plaintes sur sa manière de faire que sur ce qu'elle fait."

## Administratrice de l'EPA

### Nomination et confirmation
Après l'élection présidentielle de 1992, Browner est la directrice de cabinet de transition pour le vice-président élu Gore. Le président élu Bill Clinton l'annonce comme son choix pour être à la tête de l'Agence de protection de l'environnement (EPA), le 11 décembre 1992. Alors que Clinton et Gore ont tous deux critiqué l'engagement de l'Administration George H. W. Bush de protection de l'environnement pendant la campagne, le choix de Browner – décrite par le Washington Post comme ayant "l'esprit et la formation d'une procureure générale mais l'âme d'une activiste" – est vu comme une victoire de l'écologisme ardent de Gore sur la mentalité de Clinton, plus favorable aux entreprises. Clinton écrit plus tard qu'il ne la connaissait pas, mais que Chiles l'avait chaudement recommandée et Gore avait requis qu'elle soit nommée. Ce choix, ainsi que celui de plusieurs autres protégés de Gore par Clinton, a aidé à ancrer la position du vice-président au sein de l'administration. Au cours des auditions de confirmation devant la commission à l'environnement et aux travaux publics du Sénat des États-Unis (en), Browner apparaît comme pragmatique et apaise les craintes qu'elle serait excessivement influencée par Gore, ou liée à lui. Elle est confirmée par un accord unanime du Sénat des États-Unis, le 21 janvier 1993.
Elle et Podhorzer retournent à Takoma Park, dans le Maryland, et continuent de travailler pour Citizen Action (en). Son but à long terme est de "laisser le monde dans un légèrement meilleur état", et elle pratique différentes activités bénéfiques à l'environnement chez elle. Elle évite les problèmes liés au Nannygate (en), un scandale d'emploi d'immigrés illégaux comme employés de maison, connu par d'autres nommées de Clinton, n'ayant jamais employé de nourrice elle-même. Elle continue de mener un train de vie actif en extérieur, avec la pratique du vélo, du ski et du jogging.

### Quatre premières années

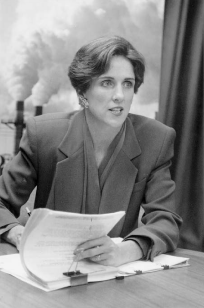
Photo de Carol Browner, alors administratrice de l'EPA.

Au sein de l'EPA, Browner supervise quelque 17 000 employés, avec un budget de 7 milliards de dollars. Au début de son mandat, elle se met à dos certains employés de l'EPA en affirmant publiquement que l'organisme manquait de responsabilité financière et de discipline dans sa direction, et qu'il gaspillait l'argent des contribuables. Peu de temps après sa prise de fonctions, Browner et ses conseillers les plus proches, dont l'administrateur adjoint à l'application des lois, Steven Herman, réorganisent plusieurs structures d'application de l'agence, inefficaces et incommodes, en les fusionnant en un unique bureau de l'exécution et de l'assurance de la conformité (en). De la flexibilité a été accordée aux sous-directions régionales de l'EPA pour retravailler leurs propres structures d'application, ce qui toutefois a mené à quelques conflits administratifs.
Browner a été critiquée des deux côtés des problèmes environnementaux. Elle a affronté beaucoup d'écologistes, émettant des objections sur son soutien à l'abrogation de la clause Delaney de 1958, concernant les niveaux permis de cancérogènes dans la nourriture. Son annonce en mai 1993 que l'EPA imposerait un moratoire sur les licences de nouveaux incinérateurs et fours industriels a cependant été soutenu par les écologistes. Une démarche de Clinton, à la fin 1993, pour élever l'EPA et Browner à un statut au sein du cabinet a échoué à obtenir un soutien suffisant au Congrès,. Beaucoup de ses désirs de législation ont dû passer au second plan du plan d'assurance santé de Clinton (en), alors largement prioritaire.
Lorsque le Parti républicain prend le contrôle du Congrès après les élections de mi-mandat de 1994, Browner était en tête au sein de l'administration Clinton pour combattre avec succès les efforts déployés par les républicains, particulièrement à la chambre des représentants, pour amender le Clean Water Act et pour rétropédaler sur d'autres régulations environnementales. Malgré cela, elle s'est montrée capable d'un travail bipartisan avec les républicains dans la création d'amendements au Safe Drinking Water Act et le passage du Food Quality Protection Act (en). Pendant les négociations de coupes budgétaires entourant le shutdown du gouvernement de 1995 (en), Browner protège avec succès la révision de l'EPA et ses pouvoirs d'application, et est parvenue à gagner plus de 750 millions de dollars en dépenses supplémentaires pour l'agence. Son efficacité bureaucratique illustre ce qu'un de ses proches conseillers caractérise comme son talent : "une attention extrême à un sujet unique où elle est complètement sûre d'avoir raison."

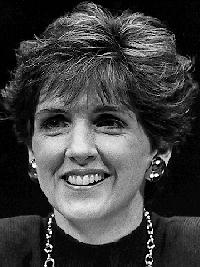
Browner en 1996.

Deux initiatives débutées par l'administration Clinton sous le mandat de Browner ont fait partie de son programme de "réinvention du gouvernement" et ont cherché à réaliser la notion de contrats d'environnement, en tant que moyen d'étendre les partenariats flexibles public-privé de l'EPA, comme une alternative aux régulations traditionnelles. Project XL en 1995 était conçu pour trouver un sens commun, des solutions rentables aux problèmes environnementaux au niveau d'installations individuelles, alors que la Common Sense Initiative (Initiative Sens Commun) de 1994 cible des solutions à l'échelle de secteurs industriels entiers, plutôt que de s'occuper de traiter de problèmes crise par crise, polluant par polluant. Project XL a eu des résultats mitigés, avec quelques succès mais une base légale incertaine à propos de son application et une participation moins active qu'envisagée. La plus ambitieuse Common Sense Initiative, ressemblant quelque peu les conventions environnementales apparaissant dans certains pays européens et incluant aussi les points de vue d'une justice environnementale, a montré ses limites dans certains secteurs mais aussi des succès dans les industries de l'imprimerie et du revêtement en métal, avant qu'elle ne se termine en 1998,.
En mars 1995, Browner et l'EPA ont été désignés coupables par la sous-commission aux affaires réglementaires, dépendant de la commission à la réforme et à la supervision du gouvernement de la Chambre des représentants. Cette condamnation est à propos de la violation du Anti-Lobbying Act fédéral (Titre 18 du Code des États-Unis § 1913) en faxant des documents non sollicités à des entreprises diverses et des groupes d'intérêts publics, en opposition à un ensemble de réformes de régulation soutenu par les républicains,. Browner nie l'accusation, soutenant qu'il s'agit d'une tentative pour l'empêcher de débattre sur un possible recul de protections sanitaires et environnementales.
Comme administratrice de l'EPA, Browner commence le programme Brownfields de l'agence en 1995, qui s'est avéré concluant. Le programme a aidé à la réhabilitation de friches industrielles et leurs infrastructures contaminées, en particulier en zone urbaine, en responsabilisant états et communautés, et les divers acteurs du développement économique. Cela a permis de lever plus d'un milliard de dollars de fonds publics et privés pour le nettoyage et a créé des milliers de nouveaux emplois, tout en permettant à des centaines de communautés de rendre à nouveau productives des propriétés à l'arrêt.

### Quatre années suivantes
Peut-être le plus grand triomphe de Browner advient en 1997, quand elle convainc Clinton de soutenir un strict resserrement des normes nationales sur la qualité de l'air ambiant du Clean Air Act, à propos des niveaux permis d'ozone troposphérique composant le smog et des particules fines en suspension dans l'air, composant la suie,. Cette décision fait suite à des mois de révision publique des nouvelles normes proposées, devenant le débat environnemental le plus clivant de la décennie. Il a eu lieu une longue et intense discussion au sein de l'administration, avec l'opposition des conseillers économiques du président faisant écho à de fortes objections de la part de quelques groupes industriels avançant que le coût de nouvelles normes surpasserait de loin n'importe quel bénéfice, et que Browner exagérerait le degré de certitude derrière les études scientifiques de l'EPA sur le sujet,. Plus de 80 groupes spécialisés en environnement et en santé, de plus en plus frustrés par la préférence de l'administration pour des actions incrémentales à coût minimal dans le domaine, font pression sur le vice-président Gore pour qu'il se positionne sur le sujet, mais il reste silencieux. La défense catégorique de Browner en faveur des nouvelles normes a presque été conduite en solitaire, à des réunions privées, des dépositions au Congrès, et en débat public, et s'est heurtée au silence de la Maison Blanche, ce qui a mis en danger sa position au sein de l'administration. Certains dans l'administration s'opposent à sa réticence de changer sa position et ont même suggéré son renvoi pour insubordination. Finalement, Gore a prêté son soutien en coulisses aux nouvelles régulations, ce qui a été clé dans la décision finale de Clinton en faveur de Browner,,,. Globalement, le New York Times décrit les actions de Browner comme "un remarquable morceau de bravoure bureaucratique" et le magazine Time couronne Browner "reine de l'air pur". Lorsque la décision de Clinton est annoncée, décision qui allait affecter des centaines de villes et villages américains, Browner déclare : "Ces nouvelles normes fourniront de nouvelles protections sanitaires à 125 millions d'américains, dont 35 millions d'enfants."

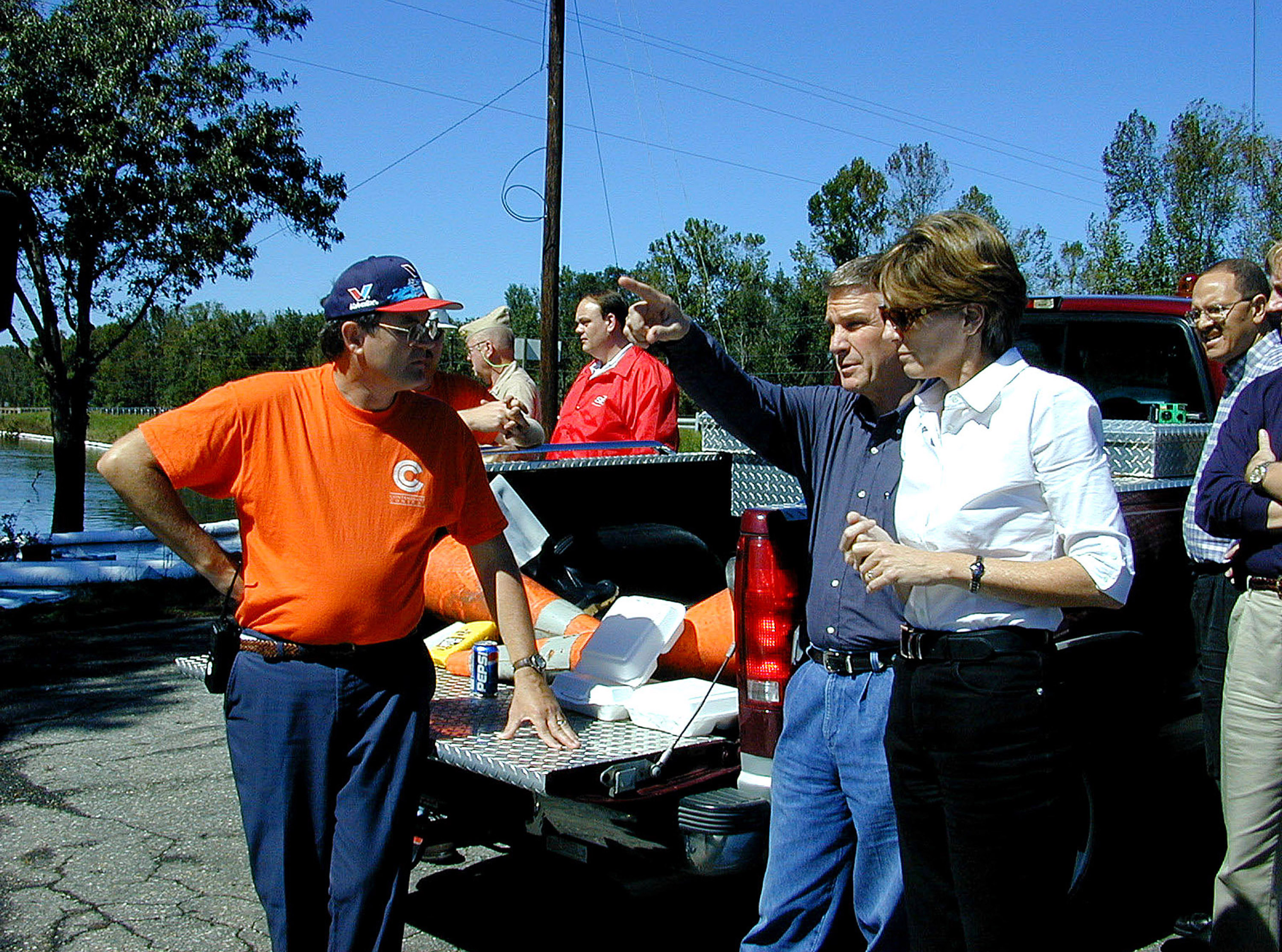
, administrateur de la FEMA et l'administratrice Browner travaillent avec une équipe Hazmat, à Kinston en Caroline du Nord en septembre 1999, à la suite d'importantes inondations dues à l'ouragan Floyd.

Le changement de normes devait survivre la revue du Congrès, mais le soutien de républicains du nord-est, dont le sénateur de New York, Al D'Amato, a permis de compenser l'opposition de certains démocrates,. Les nouvelles régulations ont été contestées devant les tribunaux par des groupes industriels comme une violation du principe de non-délégation de la constitution américaine, ce qui a finalement dû être tranché par la Cour suprême des États-Unis, dont la décision unanime de 2001 dans l'affaire dénommée Whitman v. American Trucking Associations, Inc. a largement défendu les agissements de Browner et de l'EPA. Browner et l'EPA ont également pris des mesures contre la pollution de l'air causée par les véhicules motorisés, introduisant des normes en 1999 incluant pour la première fois les camions légers et les SUV pour exiger les mêmes seuils d'émission que pour les voitures, et requérir que le contenu en soufre de l'essence soit réduit de 90 % sous cinq ans,.
Pendant son mandat, Browner a aussi entrepris d'engager la lutte contre le changement climatique, donnant à l'EPA autorité en matière de régulation des émissions de carbone provoquant le réchauffement, bien que l'EPA sous l'administration suivante choisit de ne pas user de cette autorité. Plusieurs autres de ses politiques ont également été annulées par l'administration Bush.
De nombreux signalements sont faits, pendant que Browner est en poste, venant d'employés afro-américains de racisme à leur encontre de la part d'un réseau de "bons vieux garçons" dominant la direction intermédiaire de l'agence. Le plus connu de ces signalements implique la spécialiste Marsha Coleman-Adebayo (en), qui en 1997 engage des poursuites contre l'agence. En 2000, le tribunal déclare l'EPA coupable de discrimination envers Coleman-Adebayo, et lui attribue un dédommagement de 300 000 dollars,. Coleman-Adebayo a affirmé que Browner a permis que les problèmes subsistent plutôt que d'essayer de les rectifier. Au cours d'une audition au congrès en octobre 2000 sur le sujet, Browner a souligné que les minorités ont triplé en nombre dans les rangs des employés haut placés de l'agence pendant qu'elle a été administratrice. Mais elle s'est montrée incapable d'expliquer pourquoi les coupables dans l'affaire Coleman-Adebayo n'ont pas été congédiés et, dans certains cas, ont été promus. L'insatisfaction du congrès vis-à-vis de la situation et le traitement par l'EPA de Coleman-Adebayo a conduit à l'adoption du No-FEAR Act (en) en 2002, qui interdit aux responsables et superviseurs fédéraux d'exercer une discrimination illégale et des représailles.
Au cours des derniers jours de l'administration Clinton, le juge du district de Columbia Royce Lamberth (en) ordonne à l'EPA de préserver, sous le Freedom of Information Act, tous les documents possiblement importants pour les réglementations de dernière minute de l'EPA. En 2003, Lamberth accuse l'EPA d'outrage pour ne pas avoir préservé les dossiers de Browner, accusation qui ne s'étend pas à Browner elle-même ni d'autres officiels. Browner a déclaré ne pas avoir été avertie de l'ordre du tribunal et que les éléments informatiques qu'elle a retirés n'étaient pas liés à son travail.
Quand elle est à la tête de l'EPA, Browner devient impopulaire auprès d'un nombre de groupes industriels, en particuliers ceux spécialisés en équipements et en industrie lourde, tout comme les conservateurs du congrès, qui ont pensé que les entreprises ont été étouffées par ses politiques,,. Elle a aussi affronté le Département du Trésor par moments, et parfois Clinton lui-même, le président ayant tendance à donner priorité au développement économique par rapport aux considérations environnementales. Néanmoins, Browner est l'administratrice au mandat le plus long de l'histoire de l'agence, restant en poste tout au long des deux mandats de la présidence Clinton, – et dans le genre de position voyant souvent une rotation tous les trois ou quatre ans. Robert W. Collin, auteur en 2005 d'un texte sur l'agence, la qualifie comme "une des administratrices les plus compétentes à jamais avoir dirigé l'EPA", et écrit qu'elle a été "totalement téméraire dans son engagement sur des questions environnementales controversées." Clinton lui-même affirme plus tard que Browner a accumulé une longue liste d'importants accomplissements.

## Carrière professionnelle
Après l'administration Clinton, Browner est l'une des membres fondatrices de l'Albright Group, "un groupe de stratégie internationale" dirigé par l'ancienne Secrétaire d'État Madeleine Albright. En tant que mandataire, Browner assiste des entreprises et d'autres organisations sur les défis liés aux opérations internationales, dont le respect des régulations environnementales et le changement climatique. Coca-Cola et Merck & Co. ont fait partie des clients requérant une telle assistance internationale. Elle devient également une membre fondatrice et une directrice de l'Albright Capital Management, une entreprise de conseil en investissements. Durant l'année 2002, elle enseigne dans le cadre du programmes d'études à l'étranger de son alma mater, désormais dénommé le Fredric G. Levin College of Law.

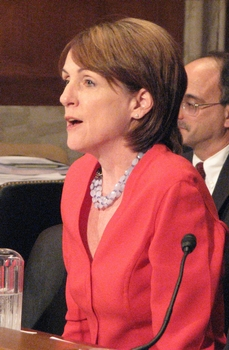
Browner en avril 2007, pendant son audition devant la Commission du Sénat américain sur les structures environnementales et publiques.

Browner est à présent mariée à l'ancien député démocrate de New York, Thomas Downey (en). Le mariage, le second du marié et le troisième de la mariée, a lieu le 21 juin 2007 à Riverhead, dans l'état de New-York. Downey dirige une entreprise de lobbying représentants des clients dans l'industrie de l'énergie. En 2006, Downey et elle collaborent au nom de Dubai Ports World, mais ont échoué à persuader le sénateur Chuck Schumer de leur point de vue pendant la controverse Dubai Ports World (en).
Browner rejoint le conseil d'administration de la Société nationale Audubon en 2001 et en devient la présidente en 2003, son mandat expirant en 2008. Elle rejoint aussi celui de The Climate Reality Project, une organisation fondée par Gore en 2006. En mars 2008, elle rejoint le conseil de APX, Inc., qui se spécialise en infrastructure technologique pour les marchés des produits de base environnementaux, dont ceux pour les compensations carbone et le Gold Standard. Elle fait aussi partie du conseil fondateur du Center for American Progress tout comme celui de la League of Conservation Voters. Elle quitte toutes ces entreprises fin 2008 lorsqu'elle est nommée pour servir au sein de l'administration Obama.
Son revenu en 2008 se situe entre 1 et 5 millions de dollars générés par l'entreprise de lobbying Downey Mcgrath Group, dont son mari est un directeur. Elle rapporte également 450 000 dollars en revenu de "répartition des membres", en plus d'une pension de retraite et d'autres bénéfices en provenance de l'Albright Group.
Browner conserve une voix politique au cours de sa carrière professionnelle, décrivant l'administration George W. Bush comme "la pire administration environnementale de l'histoire". Elle déclare aussi que le changement climatique est "le défi le plus important auquel nous ayons jamais fait face". Au cours de l'élection présidentielle de 2008, elle est une fervente supportrice d'Hillary Clinton pour la nomination démocrate. Après la défaite de Clinton, Browner fait campagne pour Barack Obama dans plusieurs états-clés et au cours des événements organisés par la League of Conservation Voters.

## Directrice du Bureau de la politique de l'énergie et du changement climatique de la Maison Blanche
Le 5 novembre 2008, Browner est nommée au conseil consultatif du projet de transition Obama-Biden.

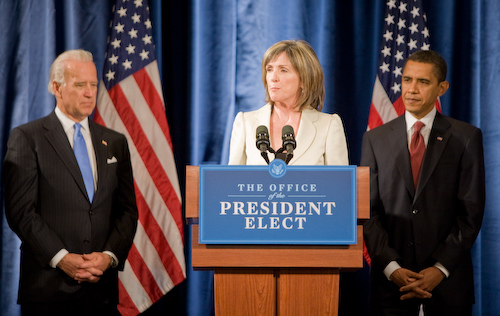
Browner prend la parole après que le président-élu Barack Obama a annoncé sa nomination en tant que conseillère, le 15 décembre 2008. Le vice-président-élu, Joe Biden, est présent.

Le 15 décembre 2008, le président élu Barack Obama nomme Browner assistante au président à l'énergie et au changement climatique. Officiellement désignée directrice du Bureau de la politique de l'énergie et du changement climatique de la Maison Blanche (en),, elle agit en coordinatrice au nom du gouvernement fédéral sur les sujets d'environnement, d'énergie, de climat, de transport et les sujets liés. Sa position était parfois décrite comme "tsar de l'énergie" ou "tsar du climat",,. (La forme "tsarine" est aussi parfois utilisée,.)Il n'y avait besoin d'aucune confirmation du Sénat.[réf. nécessaire] Sa participation à la Commission pour une société d'un monde durable attire la critique de certains membres républicains du congrès, mais l'équipe de transition d'Obama déclare qu'il n'y a aucun problème[réf. nécessaire]. Dans tous les cas, son pouvoir et son influence reposent principalement sur la persuasion : "Je n'ai aucune autorité indépendante en élaboration des politiques. Ce n'est pas comme lorsque j'étais à l'EPA et je pouvais compter sur la régulation." L'adjoint de Browner est Heather Zichal (en), une ancienne directrice législative du sénateur John Kerry.
Les premiers mois de l'administration Obama, elle travaille en bonne intelligence avec les membres du cabinet. Elle est une négociatrice-clé entre l'administration et les fabricants automobiles dans la formulation des nouvelles normes d'émission américaines en mai 2009,, et est aussi membre du groupe de travail présidentiel sur l'industrie automobile qui a renfloué des fabricants américains. Elle incite avec succès à l'inclusion de dizaines de milliards de dollars pour des programmes d'énergies renouvelables au cœur du plan de relance économique des États-Unis de 2009,. Elle fait partie des acteurs principaux dans la négociation avec le congrès sur l'American Clean Energy and Security Act (en), en apparence même plus centrale que le Secrétaire à l'Énergie, Steven Chu,. Elle continue de souligner son importance malgré la priorité législative qu'est alors l'Obamacare. Les militants écologistes la perçoivent comme une personne à contacter de premier plan à la Maison Blanche. En septembre 2009, des membres républicains du Congrès s'alarment que son accès au président ait pu usurper le pouvoir d'autres agences. Elle devient aussi brièvement une cible de radio ardemment anti-"tsar" et du commentateur de télévision Glenn Beck, après la démission de Van Jones.
En octobre 2009, Browner concède que le passage devant le congrès de la législation sur le plafonnement et l'échange de droits d'émission avant la fin de l'année est improbable, et craint que son absence ne handicape les perspectives d'un accord international significatif au cours de la conférence de Copenhague de 2009 sur les changements climatiques, la COP 15, en décembre. Le mois suivant, elle tempère son inquiétude mais exprime son opposition à toute "amputation et réduction" du congrès qui séparerait les questions énergétiques et climatiques. Toute tentative de faire passer une législation climatique de quelque sorte s'effondre en juillet 2010, à cause d'un manque de votes au Sénat. Browner apparaît alors au nom de l'administration et déclare : "Bien sûr, tout le monde est déçu que nous n'avons pas encore d'accord sur une législation globale." À d'autres moments, elle devient philosophe, plus tard déclarant qu'elle citait une des chansons les plus connues des Rolling Stones à Obama : "On n'a pas toujours ce que l'on veut, mais on obtient ce dont on a besoin." (en anglais : "You can't always get what you want, but you get what you need.")

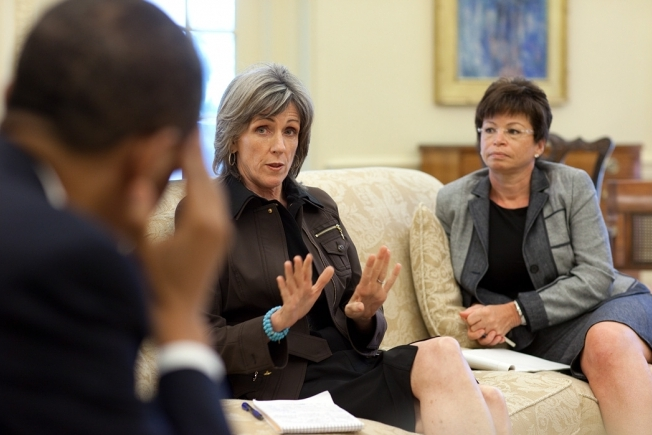
Browner fait un point de situation, le 2010, au président Obama et la haute conseillère Valerie Jarrett, à propos de la marée noire de Deepwater Horizon.

En 2010, Browner devient au sein de l'administration un membre éminent de l'équipe gérant, et communiquant à propos de la marée noire de Deepwater Horizon, dans le Golfe du Mexique,. Elle est aussi l'une des figures de l'administration les plus visibles à commenter publiquement la catastrophe. Fin mai 2010, elle qualifie la marée noire de "probablement le plus grand désastre environnemental auquel ce pays a jamais fait face" et affirme que l'administration est "préparée au pire". Elle ajoute que "je pense que le peuple américain doit savoir qu'il est possible que nous avons une fuite d'hydrocarbures depuis ce puits jusqu'en août, quand les puits de secours auront terminé." Mike Allen de Politico écrit plus tard : "La présence calme et autoritaire [de Browner] à la télévision durant le désastre de BP en a fait l'une des rares officiels dont la stature a été renforcée à la suite de la catastrophe du Golfe."
Avec la prise de contrôle par les républicains de la chambre des représentants après les élections de mi-mandat de 2010, les chances d'adoption d'une législation climatique et énergétique conforme aux objectifs de Browner et de l'administration sont à peu près nulles, ce qu'Obama concède,,. Alors que l'administration Obama approche de la fin de sa deuxième année et qu'un certain nombre de changement de personnel est en cours, une possibilité émerge que Browner soit nommée à une autre position avec des responsabilités élargies, comme cheffe de cabinet adjointe de la Maison Blanche,,. Mais cela ne se produit pas.
Au lieu de cela, fin janvier 2011, les responsables de la Maison Blanche révèlent que Browner quitterait ses fonctions dans un futur relativement proche. Browner dit alors de sa décision inattendue, "[il n'y a] aucune histoire – il était juste temps de partir" et qu'elle se sent "honorée d'avoir une deuxième [...] chance de servir." Le président de la League of Conservation Voters, Gene Karpinski, décrit Browner comme une "défenseuse tenace de nos sujets" qui sera "cruellement regrettée", tandis qu'un membre du cabinet d'avocats et de lobbying de l'industrie de l'énergie, Bracewell & Giuliani (en), dit de la sortie de Browner qu'elle est un bon développement et que "son départ pourrait faire partie d'un effort légitime pour faire davantage attention à s'atteler à quelques obstacles réels de régulation à la création d'emplois aux États-Unis." Browner quitte la Maison Blanche en mars 2011. Ses responsabilités globales ont été reprises par sa numéro deux, Heather Zichal, depuis un poste au sein du Domestic Policy Council (en) (DPC).
Fin février 2011, alors que Browner est toujours en poste, la Chambre vote pour la suppression pure et simple du poste de directeur du Bureau de la politique de l'énergie et du changement climatique. Alors que cette décision s'intègre dans un effort global de se débarrasser des "tsars" d'Obama, Browner en a été une cible privilégiée. Le représentant Steve Scalise, à la tête de l'initiative, dit de Browner, "Laissez-la partir, et prenez son budget, aussi." Dans l'accord fédéral de dépenses de mi-avril 2011 devant éviter un possible shutdown du gouvernement, les fonds pour le poste ont en effet été éliminés (tout comme pour trois autres rôles de "tsar", la plupart étant alors déjà vacants). Obama émet une déclaration de signature (en) en protestation de la décision et déclarant qu'il ne s'y plierait pas, mais la pertinence est largement discutable puisque les postes en question, dont celui de Browner, ont alors déjà été déplacés au sein du DPC.

## Retour à une carrière privée et militante
Browner retourne au Center for American Progress en avril 2011 comme membre distinguée et membre du comité exécutif de l'organisation,. Elle retrouve également l'entreprise Albright, désormais connue, à la suite d'une fusion, comme l'Albright Stonebridge Group, en tant que conseillère principale dont les responsabilités incluent la fourniture de services en stratégie à des clients de différents domaines à impact environnemental,. Elle continue à s'exprimer publiquement sur les sujets environnementaux et indique être "déçue" par l'administration Obama et sa décision en septembre 2011 d'abandonner un durcissement des seuils d'ozone troposphérique dans les normes nationales sur la qualité de l'air ambiant.

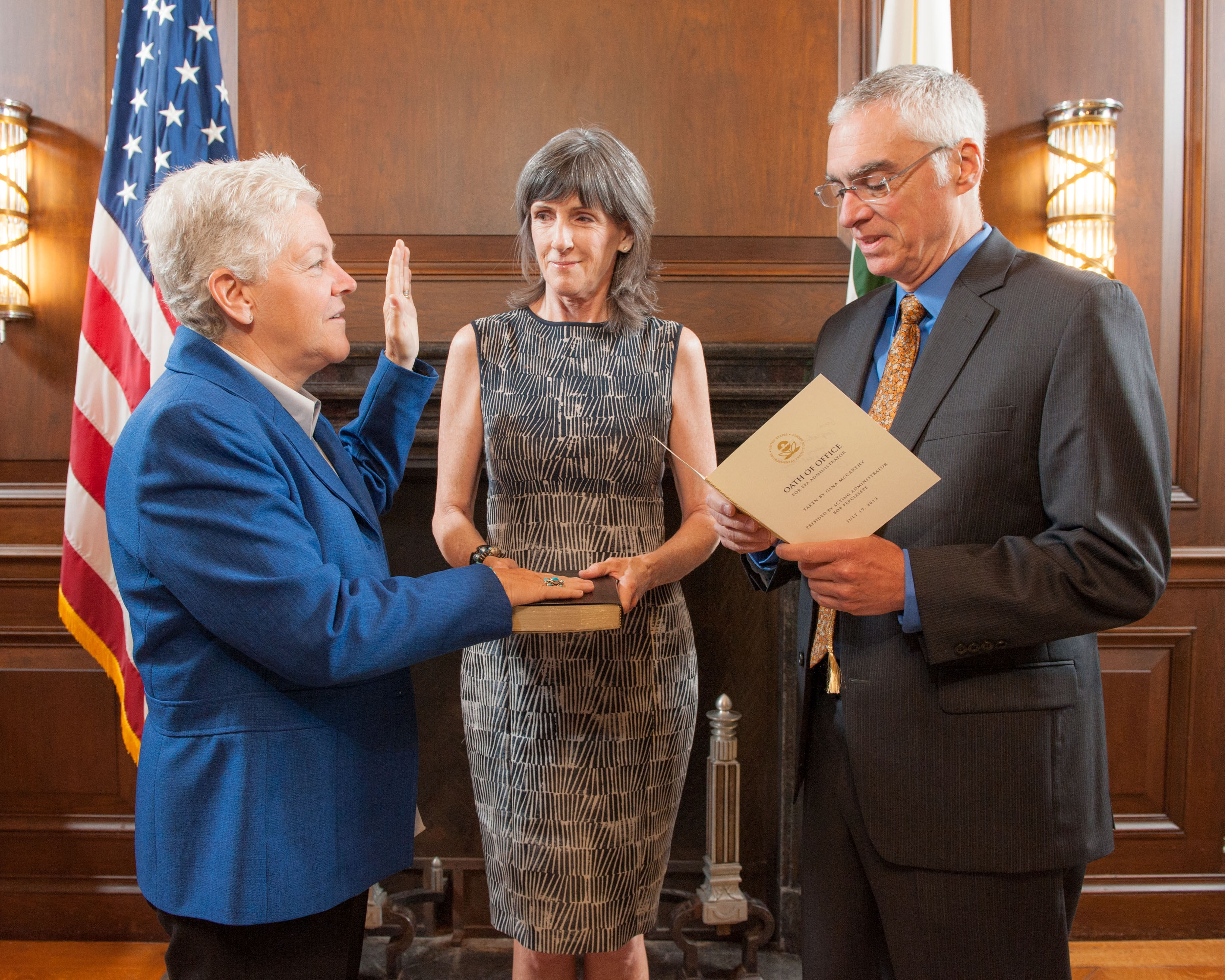
Browner tient la Bible officielle, pendant la prestation de serment de Gina McCarthy, en tant qu'administratrice de l'EPA, le 19 juillet 2013.

En juillet 2013, Browner est nommée au conseil d'administration de Bunge Limited, une entreprise internationale d'agroalimentaire et d'alimentation. En novembre 2013, elle est nommée au comité consultatif d'Opower (en), un fournisseur de logiciel pour les services publics. En janvier 2014, elle rejoint la Global Ocean Commission (en), une initiative pour l'amélioration de la santé des océans et sa productivité, qui a émis son rapport final en 2016. En mars 2014, elle est élue à la tête du conseil d'administration de la League of Conservation Voters.
En avril 2014, elle rejoint le Conseil d'orientation des questions nucléaires, un groupe soutenu par l'industrie qui défend l'énergie nucléaire comme un moyen de lutte contre le réchauffement climatique,. Dans ce rôle, elle dit, "nous ne pouvons retirer de la table aucune source d'énergie neutre en carbone." Elle reconnaît qu'en se regardant vingt ans en arrière, elle n'aurait "probablement pas été pro-nucléaire", mais dit : "Je pense que le changement climatique est le plus grand problème que le monde ait jamais connu" et qu'il serait simplement "irresponsable" de ne pas considérer l'énergie nucléaire comme faisant partie de la solution.
Après qu'une différente administration a été au pouvoir depuis un an, Browner fait partie de plusieurs anciens administrateurs de l'EPA s'alarmant des effets que son nouveau directeur, Scott Pruitt, a sur l'agence. Elle déclare qu'alors que sous l'administration George W. Bush, l'EPA a été traité avec une "sorte de négligence bénine", en revanche, "Sous Pruitt, ce qu'ils font est consciencieusement détruire l'endroit." Elle s'inquiète noramment qu'inverser des coupes budgétaires serait difficile et que le succès d'un rejet total du Clean Power Plan (en) du deuxième mandat de l'administration d'Obama pourrait être un pas en arrière dans la reprise du combat contre le réchauffement climatique causé par l'homme de l'ordre de "20 à 30 ans". Elle ne pense pas que le remplacement de Pruitt par Andrew R. Wheeler est une bonne nouvelle. Globalement, elle qualifie l'action de cette administration comme "pire que décevante. Je veux dire, c'est étonnant et très alarmant."
En 2019, Browner fait partie de l'entreprise de trottinettes électriques Lime, en tant que conseillère en développement durable. Elle dit de son poste dans l'entreprise, "Donc ce que nous regardons, c'est comment nous nous assurons qu'un plan de réduction carbone inclut la micro-mobilité ? Comment comprenons-nous ce que signifie sortir les gens de la voiture sur les derniers kilomètres ?" En référence à la propositon de Green New Deal début 2019, Browner déclare que "la science est claire: le temps n'est pas de notre côté. Donc je dois dire que je suis enthousiaste à ce propos comme je l'ai été à propos de tout dans la sphère environnementale depuis longtemps."
Browner rejoint le cabinet d'avocats Covington & Burling (en) en septembre 2021, assumant la position d'avocate principale du cabinet dans le département environnement, société et gouvernance, correspondant à une tendance de l'importance des inquiétudes liées aux critères ESG parmi les entreprises clientes.

## Prix et distinctions
En avril 1997, Browner reçoit le prix de la Mère exceptionnelle de l'année de la part du comité nationale de la fête des mères "pour son engagement à fournir aux 'enfants un monde plus sûre et en meilleure santé." En septembre 1997, Browner est honorée comme l'une des 47 alumni distinguées de l'Université de Floride. Browner a aussi reçu, de la part du magazine Glamour, le prix de la femme de l'année, le prix de la défense pour les enfants de la part de l'association de pédiatrie ambulatoire, le prix Guy M. Bradley pour l'ensemble de sa carrière de la section de Floride du sud de la société Audubon, et le prix pour l'ensemble de sa carrière en environnement du barreau de l'état de New York,. En 1998, elle reçoit le prix Hammer du vice-président Gore pour son aide à réduire les dépenses et améliorer le travail du gouvernement. En 2000, elle reçoit le prix présidentiel de l'American Lung Association (en) pour son leadership vers "l'action la plus dure d'une génération pour préserver la santé du public des dangers causés par la pollution de l'air."